# Chalcides polylepis
Chalcides polylepis é uma espécie de réptil escamado da família Scincidae. Pode ser encontrada em Marrocos e no Saara Ocidental.
Os seus habitats naturais são: florestas temperadas, matagal de clima temperado, matagais mediterrânicos, áreas rochosas, costas arenosas e pastagens. Está ameaçada por perda de habitat.